# Соболев, Василий Александрович
Соболев Василий Александрович (укр. Василь Олександрович Соболев; 28 января 1949, Киев, Украинская ССР, СССР) — советский и украинский тренер по спортивной гимнастике.

## Биография
Родился в Киеве 28 января 1949 года.
В 1971 году закончил Национальный университет физического воспитания и спорта Украины. Василий Соболев работает тренером больше 40 лет. Среди его учениц — Юлия Янковская, Ирина Носонович, Лариса Гликина и Наталья Кисляк, которые являлись призерами многих международных первенств. На данный момент входит в тренерский штаб сборной команды Украины.